# Sarvan (Tadjikistan)
Sarvan (appelée également Sarvak, Sarvaksoi et Sarvaki-bolo) est un petit territoire appartenant au Tadjikistan entièrement enclavé en Ouzbékistan. Il se trouve dans la vallée de Ferghana, à l'extrémité nord-ouest de l'Ouzbékistan, là où se rejoignent les frontières du Kirghizistan, du Tadjikistan et de l'Ouzbékistan. Il comprend principalement deux villages et s'étend le long de la rivière Sarvakrud dans une partie basse de la vallée, à environ 1,2 km du reste du Tadjikistan.

## Géographie
Situé à 1,2 km de la frontière tadjike, son territoire de forme allongée s'étend sur 8,4 km2 dans la vallée de Ferghana et comprend deux villages.